# Cantone di Fontenay-sous-Bois-Ovest
Il Cantone di Fontenay-sous-Bois-Ovest era una divisione amministrativa dell'Arrondissement di Nogent-sur-Marne.
È stato soppresso a seguito della riforma complessiva dei cantoni del 2014, che è entrata in vigore con le elezioni dipartimentali del 2015.
Comprendeva solo parte del comune di Fontenay-sous-Bois.